# NIDS
NIDS (Network Intrusion Detection System) es también conocido como Sistema de detección de intrusos en una Red. Busca detectar anomalías que indiquen un riesgo potencial, tales como ataques de denegación de servicio, escaneadores de puertos o intentos de entrar en un ordenador, analizando el tráfico en la red en tiempo real. 
Para ello, analiza todos los paquetes, buscando en ellos patrones sospechosos. Los NIDS no sólo vigilan el tráfico entrante, sino también el saliente o el tráfico local, ya que algunos ataques podrían ser iniciados desde el propio sistema protegido. A pesar de la vigilancia, su influencia en el tráfico es casi nula. NIDS trabaja para proteger cada dispositivo y toda la red contra accesos no autorizados.
Para que los NIDS sean efectivos, han de ser actualizados periódicamente.
En caso de detectar un ataque contra el sistema, puede tomar medidas protectoras.
Un aspecto negativo de los NIDS actuales es su complicación a la hora de obtener las opciones de configuración óptimas para su ejecución. De otro modo, obtendremos demasiados falsos positivos (falsas alarmas, con gran cantidad de información que luego un administrador tendrá que procesar) o pasará sin advertir ciertos ataques.
El campo de los IDS y su versión para red NIDS está actualmente en activa investigación en diversas universidades como Columbia University y empresas de seguridad.
Los NIDS necesitan un hardware exclusivo. En este forman un sistema que puede verificar los paquetes de información que viajan por redes para ver si hay alguna actividad anormal o sospechosa